# سيركويتو دي جيتكسو 2015
سيركويتو دي جيتكسو 2015 (بالبشكنشية: Circuito de Getxo )‏ هو سباق دراجات هوائية، وهو الموسم رقم 70 من نفس السباق، وأقيم في 31 يوليو 2015، وامتدّ لمسافة 170 كيلومتر، وهو أحد سباقات طواف أوروبا للدراجات 2015، وهو من نوع سباق يوم واحد، وقد شارك في السباق 80 متسابقاً ووصل إلى نهايته 68 متسابقاً.
فاز فيه بالمركز الأول ناصر بوهاني، وبالمركز الثاني خوان خوسيه لوباتو، وبالمركز الثالث كارلوس باربيرو، والفريق الفائز في ترتيب الفرق Movistar 2015.

## الفرق
| فريق عالمي- Movistar Team فرق قارية محترفة (3)- كاجا رورال-سيغوروس 2015 ‏ - Cofidis, Solutions Crédits - غازبروم روسفيلو ‏ فرق قارية (6)- بايك أيد 2015 ‏ - برجس بي إتش 2015 ‏ - Inteja Dominican Cycling Team ‏ - Java–Partizan Pro Cycling Team ‏ - موسم يوسكادي مورياس 2015 ‏ - ستارت سايكلنج تيم ‏ |  |
| |  |

## الفائزون
| الترتيب    | الفائز            |
| ---------- | ----------------- |
| الفائز     | ناصر بوهاني       |
| الثاني     | خوان خوسيه لوباتو |
| الثالث     | كارلوس باربيرو    |
| تسلق الجبل | Imanol Estévez ‏   |
| أفضل شاب   | Bernardo Ayuso ‏   |
| الفريق     | موفيستار          |

## وصلات خارجية
- الموقع الرسمي